# Joanne Mendes de Vasconcelos
Joanne Mendes de Vasconcelos (Évora, siglo XVII) fue un militar portugués de alto rango y miembro del Consejo de Guerra durante la Guerra de Restauración portuguesa. Fue también escritor de temas militares. Era hijo del gran maestre y escritor Luís Mendes de Vasconcelos.
Durante la Guerra luso-neerlandesa participó en la Jornada del Brasil en 1625 en la que los lusos recuperaron la ciudad de San Salvador de Bahía tomada por los holandeses. Tras esto se quedó en Brasil, donde sirvió durante quince años como comandante de uno de los dos tercios de la guarnición de la referida ciudad, capital entonces de las posesiones portuguesas en América. De acuerdo con el relato de algunos historiadores, cuando en 1641 llegó la noticia de la Independencia de Portugal declarada el 1 de diciembre de 1640, Mendes agradeció espada en mano al virrey de Brasil, el marqués de Montalvão, que reconociera la nueva situación.
De vuelta en el Portugal continental, el rey Juan IV de Portugal le encargó comenzar el proyecto manuscrito de las Ordenanzas militares de 1643. Aunque este trabajo nunca se publicó, las prácticas seguidas y mucha de la reglamentación impresa después demuestran su influencia informal. Mendes fue gobernador de armas de la provincia de Trás-os-Montes entre 1652 y 1656 y vivió en una quinta de su propiedad cerca de Chaves. En 1658, ya en el Alentejo, comandó el infructuoso asedio portugués a Badajoz. Ese mismo año tuvo lugar otro hecho que quedó inmortalizado por Fray António das Chagas, que escribió Mouram restaurado para referirse a la toma de la villa de Mourão y lo dedicó a Mendes.